# VA-16 (U.S. Navy)
Il VA-16 fu uno squadrone d'attacco di breve durata della Marina degli Stati Uniti, istituito presso NAS Oceana il 1º giugno 1955. Il suo motto era Per Aspera Ad Metam (Attraverso le avversità al bersaglio). Lo squadrone è stato sciolto il 1º marzo 1958.

## Storia operativa
Lo squadrone pilotò gli Skyraider AD-6 con la missione d'attacco per un qualsiasi tempo, inclusa la consegna di armi speciali (nucleari). Nell'aprile 1957, mentre era schierato nel Mediterraneo a bordo della USS Lake Champlain, operò al largo delle coste del Libano durante la crisi giordana. Il 18 dicembre 1957, il VA-16 condusse il primo rifornimento in volo da parte di uno squadrone operativo Skyraider AD utilizzando il buddy store. Il rifornimento è avvenuto su NAS Oceana e l'AD-6 dello squadrone ha rifornito un F9F-8. Il 9 gennaio 1958, lo squadrone condusse il primo rifornimento in volo AD Skyraider basato su portaerei mentre operava dalla USS Ranger.